# Aeroporto de Vigo
Aeroporto de Vigo (em espanhol: Aeropuerto de Vigo, em galego: Aeroporto de Vigo) (IATA: VGO, ICAO: LEVX), anteriormente denominado Aeroporto Peinador, está localizado a 15 km da baixa de Vigo, na província de Pontevedra, Espanha. A sua pista tem 2.400 metros de comprimento e 45m de largura, cabeçalhos 02/20, com acesso e de um trecho de pista rolante que liga a plataforma com o top 02. Possui um sistema de abordagem instrumental ILS CAT II / III no cabeçalho 20.
O aeroporto está localizado entre as cidades de Vigo, Redondela e Mos, pertencente à província de Pontevedra, a 12 quilômetros do centro de Vigo e a 28 de Pontevedra.

## Destinos
Esta secção pode estar desatualizada.
- Air Europa: Madrid-Barajas, South Tenerife, Lanzarote.
- Air France: Paris-CDG.
- Vueling: Barcelona, Bruxelas Intel.
- Iberia: Madrid-Barajas 
  - Iberia regional operado pela Air Nostrum: Bilbau, Valência, Sevilha.
- Tunisair: Monastir, (operado pora iberojet a partir do 4 de julho)
- Pyrenair: Lleida (a partir 31 de dezembro)

## Acessos
O aeroporto está ligado à cidade através de autocarros da companhia de transportes Vitrasa (oficialmente Viguesa de Transportes, S.L.), que fazem a ligação com o centro da cidade. 